# Albert Popov
Albert Popov (cirillico Алберт Попов; Sofia, 8 agosto 1997) è uno sciatore alpino bulgaro.

## Biografia
Attivo in gare FIS dal novembre del 2013, Popov ha esordito in Coppa Europa il 15 febbraio 2014 a Borovec in slalom gigante (36º), in Coppa del Mondo il 26 ottobre 2014 a Sölden nella medesima specialità, senza completare la prova, e ai Campionati mondiali a Vail/Beaver Creek 2015, dove non ha completato né lo slalom gigante né lo slalom speciale.
Ai Mondiali di Sankt Moritz 2017 si è classificato 30º nello slalom gigante e 27º nello slalom speciale; l'anno dopo ai XXIII Giochi olimpici invernali di Pyeongchang 2018, suo esordio olimpico, si è piazzato 28º nello slalom gigante e non ha completato lo slalom speciale. Ai Mondiali di Åre 2019 è stato 29º nello slalom gigante e non ha completato lo slalom speciale, mentre a quelli di Cortina d'Ampezzo 2021 si è classificato 24º nello slalom gigante e non ha completato lo slalom speciale; sempre nel 2021, il 15 dicembre, ha conquistato a Obereggen in slalom speciale il primo podio in Coppa Europa (3º).
Ai successivi XXIV Giochi olimpici invernali di Pechino 2022 si è piazzato 17º nello slalom gigante e 9º nello slalom speciale, mentre ai Mondiali di Courchevel/Méribel 2023 è stato 35º nello slalom gigante e non ha completato lo slalom speciale; il 26 febbraio successivo ha conquistato il primo podio in Coppa del Mondo, a Palisades Tahoe in slalom speciale (3º), e l'8 gennaio 2025 la prima vittoria, a Madonna di Campiglio nella medesima specialità. Ai Mondiali di Saalbach-Hinterglemm 2025 si è classificato 18º nello slalom speciale.

## Palmarès

### Mondiali juniores
- 1 medaglia:
  - 1 bronzo (slalom gigante a Davos 2018)

### Coppa del Mondo
- Miglior piazzamento in classifica generale: 40º nel 2025
- 2 podi (in slalom speciale):
  - 1 vittoria
  - 1 terzo posto

#### Coppa del Mondo - vittorie
| Data           | Località             | Paese  | Specialità |
| -------------- | -------------------- | ------ | ---------- |
| 8 gennaio 2025 | Madonna di Campiglio | Italia | SL         |

Legenda:

SL = slalom speciale

### Coppa Europa
- Miglior piazzamento in classifica generale: 80º nel 2022
- 1 podio:
  - 1 terzo posto

### Campionati bulgari
- 9 medaglie:
  - 3 ori (slalom speciale nel 2015; slalom gigante nel 2017; slalom gigante nel 2019)
  - 4 argenti (slalom gigante nel 2015; slalom speciale nel 2017; slalom speciale nel 2018; slalom speciale nel 2019)
  - 2 bronzi (slalom gigante, slalom speciale nel 2014)